# آن لين
آن لين (بالإنجليزية: Ann Lynn)‏ هي ممثلة بريطانية، ولدت في 1933 في المملكة المتحدة.

## وصلات خارجية
- آن لين على موقع IMDb (الإنجليزية)
- آن لين على موقع ميوزك برينز (الإنجليزية)
- آن لين على موقع قاعدة بيانات الفيلم (الإنجليزية)